# Papillon (альбом Лари Фабіан)
Papillon — чотирнадцятий студійний альбом та десятий французький альбом Лари Фабіан. Альбом випущений 8 лютого 2019 року. Перший сингл з однойменною назвою "Papillon" вийшов 5 жовтня 2018 року.

## Сингли
"Papillon" вийшов в якості головного синглу 5 жовтня 2018 року. В той же день було випущено відео на пісню,  режисера Romeo & Fils та продюсера Метта М. Ерсіна.
30 листопада 2018 року "Je Suis à Toi" вийшов разом з попереднім замовленням альбому. Відео було випущено 21 грудня 2018 року режисером Romeo & Fils. A video was released December 21, 2018 directed by Romeo & Fils.

## Трек-лист
Усі треки написані  Ларою Фабіан, Шерон Вон та Мох Денебі. Музичний продюсер треків Мох Денебі, Продюсер: Метт М. Ерсін
| #   | Назва               | Тривалість |
| --- | ------------------- | ---------- |
| 1.  | «Papillon»          | 3:58       |
| 2.  | «Je suis à toi»     | 3:19       |
| 3.  | «Changer le jeu»    | 3:24       |
| 4.  | «Par amour»         | 3:40       |
| 5.  | «Je ne t'aime plus» | 3:16       |
| 6.  | «Alien»             | 3:09       |
| 7.  | «Pardonne»          | 3:16       |
| 8.  | «Superman»          | 3:38       |
| 9.  | «Sans ton amour»    | 4:11       |
| 10. | «L'animal»          | 4:09       |
| 11. | «Alcyon»            | 3:27       |

## Чарти
| Чарт (2019)                                  | Місце |
| -------------------------------------------- | ----- |
| Бельгія Belgian Albums (Ultratop Flanders)   | 56    |
| Бельгія Belgian Albums (Ultratop Wallonia)   | 2     |
| Канада Canadian Albums (Billboard)           | 20    |
| French Albums (SNEP)                         | 16    |
| Швейцарія Swiss Albums (Schweizer Hitparade) | 58    |